# Manchetknoop

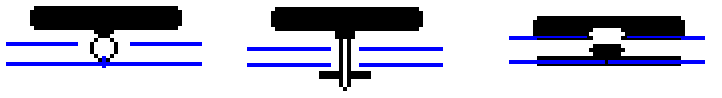
Knopen (schematisch): een 'gewone' knoop (met een oogje), een manchetknoop en een drukknoop

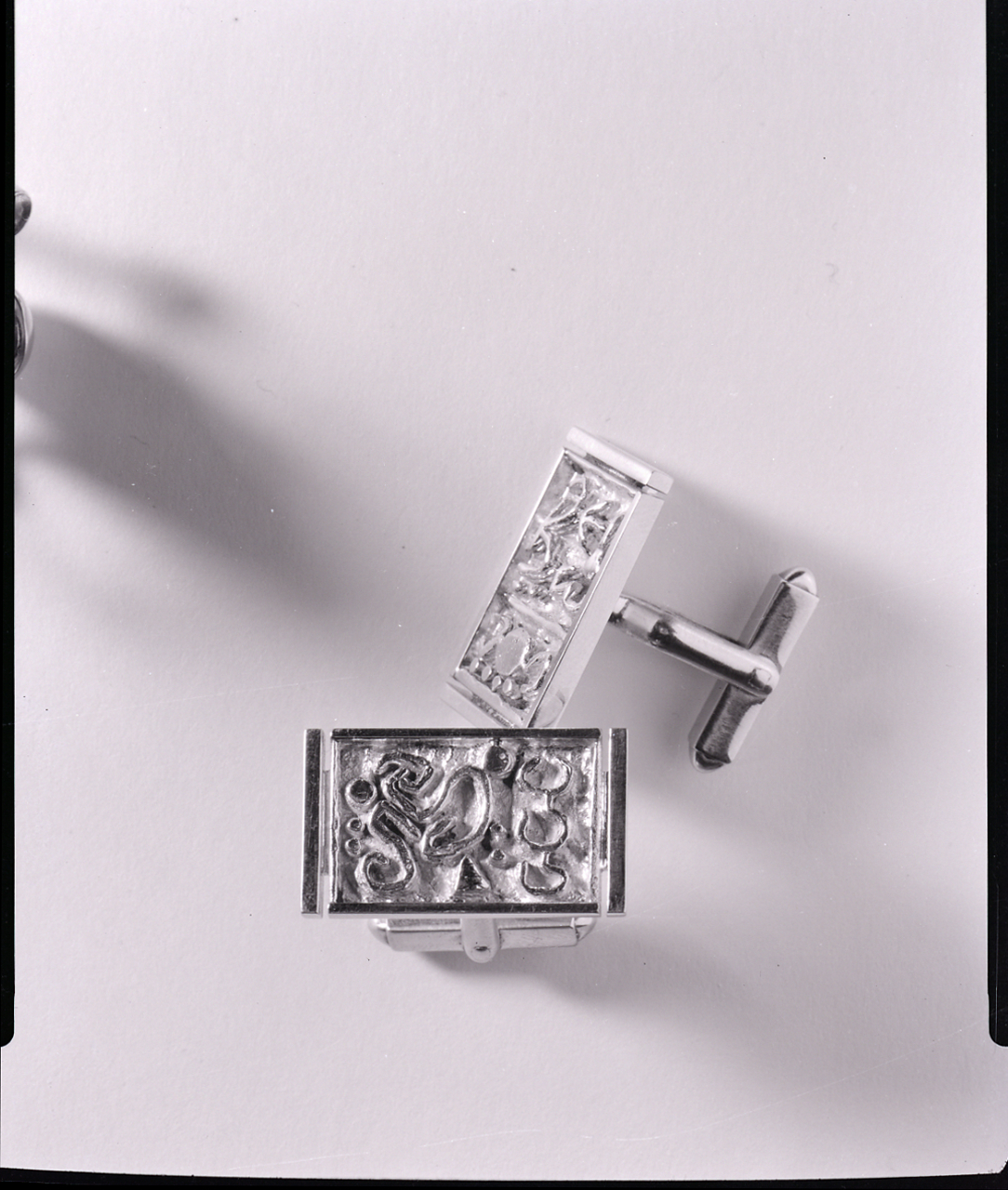
Manchetknopen met dwarsstaafje

Een manchetknoop is een losse knoop die gebruikt wordt bij een mannenoverhemd dat aan de mouw (manchet) geen vaste knoop heeft maar slechts knoopsgaten (middelste plaatje).
De manchetknopen zijn in principe te allen tijde zichtbaar aangezien de manchetten onder de mouw van het pak of de trui uitkomen. De manchetknoop bestaat in vele varianten, van verschillende materialen en met verschillende (soms persoonlijke) dessins. De meest exclusieve (en klassieke) varianten zijn van edelmetaal, met op de knoop een eenvoudig streepje of iets dergelijks.

## Hoe men hem draagt

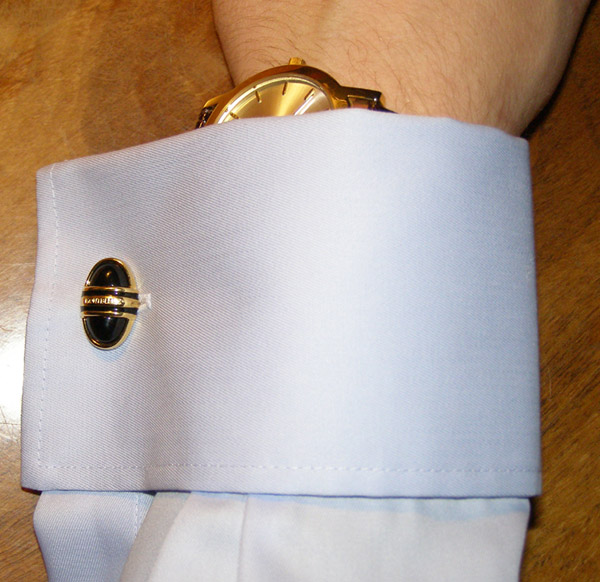
Manchetknoop

Een manchetknoop bestaat uit twee knopen die via een staafje of een kettinkje verbonden zijn, zodanig dat de knopen normaal gesproken parallel aan elkaar liggen. In het geval van een staafje is de ene knoop vast bevestigd, terwijl de andere knoop kan scharnieren. Om de manchetknoop aan de mouw te bevestigen, wordt de scharnierende knoop in de lengterichting van het staafje gedraaid. Vervolgens wordt deze knoop door beide knoopsgaten van de mouw van het overhemd gestoken. Daarna wordt hij weer teruggedraaid, waarmee wordt voorkomen dat de knoop uit de knoopsgaten valt.
In plaats van een scharnierende knoop wordt ook wel een scharnierend dwarsstaafje gebruikt.

## Geschiedenis
Klassieke manchetknopen werden door de (mannelijke) elite al gebruikt sinds het begin van de zeventiende eeuw. Vanaf de negentiende eeuw raakten ze ook in zwang onder een breder publiek. De manchetknoop beleefde zijn grootste populariteit in de jaren twintig van de twintigste eeuw; in die tijd kwam een groot assortiment fraai versierde varianten ter beschikking. Gedurende de twintigste eeuw werd het gebruik weer wat minder algemeen; sinds de jaren zestig is men zich überhaupt minder formeel gaan kleden. Bij normale gelegenheden was men het stadsoverhemd gaan dragen, waarbij de knopen al aan het hemd vastzitten, zoals nu bij de meeste overhemden. Tegen het einde van de twintigste eeuw werd de manchetknoop voornamelijk bij meer formele gelegenheden gedragen zoals op kantoor en bij partijen, in combinatie met een pak, smoking, rok of jacquet.
De laatste tijd is er echter weer meer waardering voor dit klassieke ‘mannensieraad’, het wordt als mode-item behandeld. Dit is wellicht te verklaren door de algemene trend van grotere culturele nostalgie die in de jaren negentig intrad.

## Silk knot

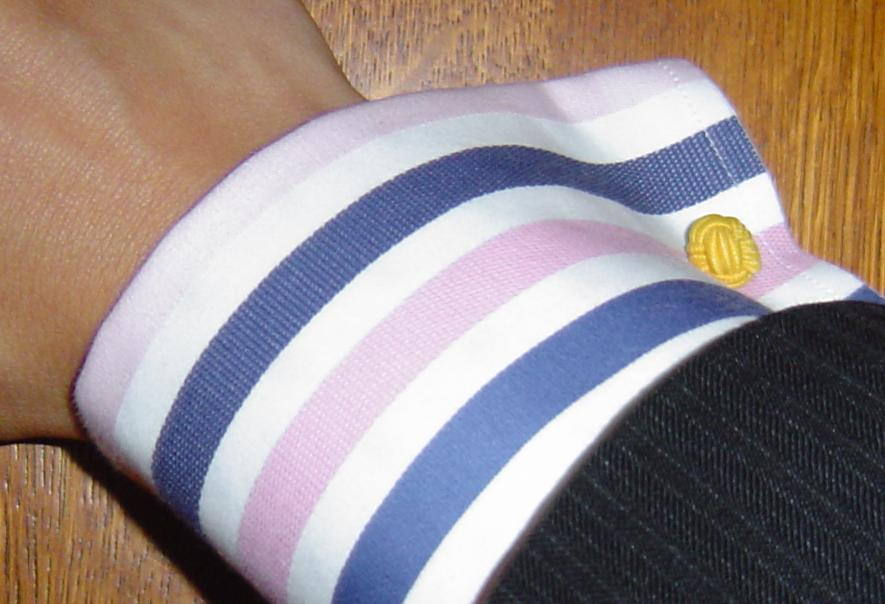
Zijden manchetknoop

Zijden manchetknopen zijn een alternatief voor de metalen doordruk- of kettingknopen om een Franse manchet vast te maken. Ze worden ook wel vrijgezellenknopen (bachelor knots), apenballetjes, apenknuistjes of Turkse knoop genoemd. Deze namen zijn gebaseerd op de gebruikte knopen zoals de apenvuist of Turkse knoop.
Zijden manchetknopen worden gemaakt van drie parallelle strengen elastische zijdedraad die samen uiterst precies worden geweven tot een knoop van 10–30 mm met daartussen een verbindende draad. Ze worden gedragen door een van de knoopjes door de knoopsgaten van een Franse manchet te drukken.